# Collegio elettorale di Mirandola (Regno di Sardegna)
Il collegio elettorale di Mirandola è stato un collegio elettorale uninominale del Regno di Sardegna per l'elezione della Camera dei deputati in provincia di Modena.

## Storia
Il collegio uninominale venne istituito nel gennaio 1860 insieme ad altri 70 collegi uninominali in Emilia, con decreto del Governatore per le provincie dell'Emilia, Luigi Carlo Farini, il 20 gennaio 1860. Comprendeva, il mandamento di "Mirandola, meno Cavezzo e San Prospero uniti al collegio di Concordia, più San Felice"
| Legislature           | I    | II   | III  | IV   | V    | VI   | VII  |
| --------------------- | ---- | ---- | ---- | ---- | ---- | ---- | ---- |
| Elezioni              | 1848 | 1849 | 1849 | 1849 | 1853 | 1857 | 1860 |
| Deputati nel collegio |      |      |      |      |      |      | 1    |
|                       |      |      |      |      |      |      |      |
| Totale eletti         | 222  | 222  | 204  | 204  | 204  | 204  | 387  |
| Numero collegi        | 222  | 222  | 204  | 204  | 204  | 204  | 387  |

## Dati elettorali
Nel collegio si svolsero votazioni solo per la VII legislatura.

### VII legislatura
Le votazioni si svolsero in 387 collegi uninominali a doppio turno. Come previsto dalla legge elettorale del 20 novembre 1859, era eletto al primo turno il candidato che «riunisce in suo favore più del terzo dei voti del total numero dei membri componenti il collegio e più della metà dei suffragi dati dai votanti presenti all'adunanza» (art. 91). Se nessun candidato era eletto, al ballottaggio tra i due candidati con più voti era eletto chi otteneva il maggior numero di voti (art. 92) o, in caso di ugual numero di voti, il maggiore d'età (art. 93).
| Partito                            | Partito                            | Candidato                          | Risultati 25 marzo 1860 | Risultati 25 marzo 1860 |
| Partito                            | Partito                            | Candidato                          | Voti                    | %                       |
| ---------------------------------- | ---------------------------------- | ---------------------------------- | ----------------------- | ----------------------- |
|                                    | —                                  | Giovanni Battista Ruffini          | 287                     | 98,97                   |
|                                    | —                                  | Voti dispersi                      | 3                       | 1,03                    |
|                                    |                                    |                                    |                         |                         |
| Iscritti                           | Iscritti                           | Iscritti                           | 465                     | 100,00                  |
| ↳ Votanti (% su iscritti)          | ↳ Votanti (% su iscritti)          | ↳ Votanti (% su iscritti)          | 294                     | 63,23                   |
| ↳ Voti validi (% su votanti)       | ↳ Voti validi (% su votanti)       | ↳ Voti validi (% su votanti)       | 290                     | 98,64                   |
| ↳ Schede non valide (% su votanti) | ↳ Schede non valide (% su votanti) | ↳ Schede non valide (% su votanti) | 4                       | 1,36                    |
| ↳ Astenuti (% su iscritti)         | ↳ Astenuti (% su iscritti)         | ↳ Astenuti (% su iscritti)         | 171                     | 36,77                   |